# Лыштанка
Лыштанка — река в Удмуртии, протекает в Кизнерском и Вавожском районах. Устье реки находится в 29 км по левому берегу реки Кылт. Длина реки — 18 км, площадь водосборного бассейна — 85,3 км².
Исток реки юго-западнее деревни Южно-Какможский и в 31 км к юго-западу от Вавожа. Река течёт на северо-восток, протекает Южно-Какможский и нежилую деревню Лыштанка. Впадает в Кылт ниже деревни Ожги.

## Данные водного реестра
По данным государственного водного реестра России относится к Камскому бассейновому округу, водохозяйственный участок реки — Вятка от водомерного поста посёлка городского типа Аркуль до города Вятские Поляны, речной подбассейн реки — Вятка. Речной бассейн реки — Кама.
Код объекта в государственном водном реестре — 10010300512111100039511.